# Ngiratkel Etpison
Ngiratkel Etpison (* 3. Mai 1925; † 1. August 1997) war ein palauischer Politiker. 
Etpison gründete 1945 die Organisation NECO, später tat er sich als prominenter Geschäftsmann seines Landes hervor. Auch in der Touristikbranche wurde er aktiv: So gründete er 1984 das Palau Pacific Resort. Er wurde am 1. Januar 1989 zum vierten Staatsoberhaupt Palaus ernannt (wenn man über die kommissarische Regierung Remengesaus Sr. hinwegsieht). Etpison bekleidete dieses Amt eine Wahlperiode lang, bis er am 1. Januar 1993 sein Amt an Kuniwo Nakamura übergab, der dieses bis zum 1. Januar 2001 innehatte.